# 胸腸肋筋
胸腸肋筋（きょうちょうろくきん、英語: iliocostalis thoracis muscle）は、長背筋のうち、後胸の深層に位置する筋肉である。腸肋筋のうち、腰腸肋筋と頸腸肋筋、胸腸肋筋の3部に分けられたものの一方である。第7～第12肋骨を起始とし、内側上方に向かって走り、第1～第7肋骨、第7頸椎横突起後結節に付着する。
脊柱の後屈、側屈を行う。